# Comptonova gama observatoř

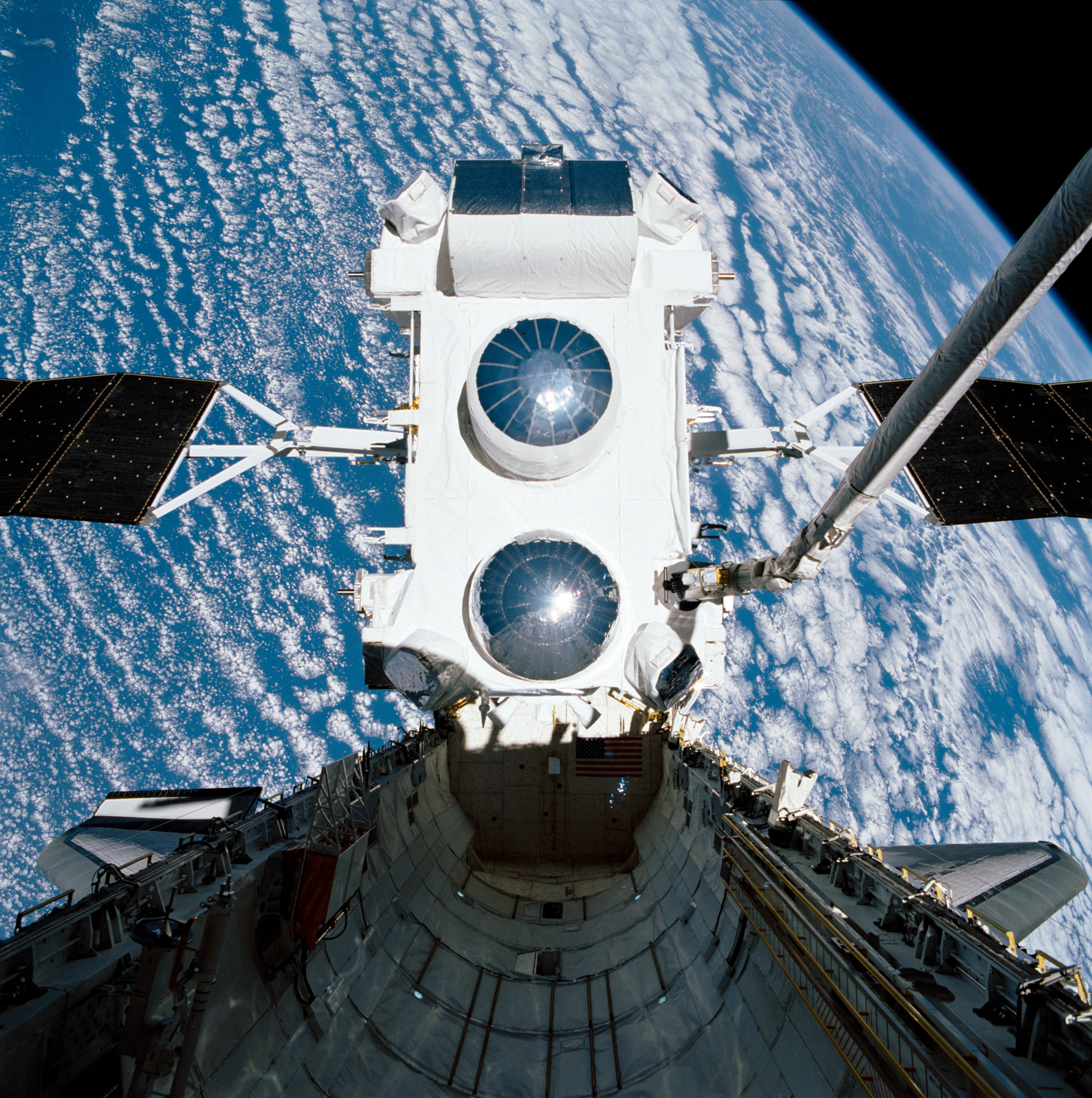
Comptonova gama observatoř během mise STS-37

Comptonova gama observatoř či Compton Gamma Ray Observatory (zkráceně Compton GRO nebo CGRO) byla observatoř, která na oběžné dráze Země ve výšce 450 kilometrů pořizovala snímky nejenergičtějších procesů ve vesmíru, jako jsou sluneční erupce, vzplanutí gama záření, pulsary, výbuchy nov, supernov, černé díry atd.
Observatoř do výše 450 kilometrů vynesl v roce 1991 při letu STS-37 americký raketoplán Atlantis. Dalekohled předával na Zemi obrazy neovlivněné zemskou atmosférou. Jeho umístění mimo zemskou atmosféru mu umožňovalo pořizovat a lokalizovat polohu bodových zdrojů gama záření s přesností na zlomky stupně.
Compton GRO byl součástí série Velkých kosmických observatoří, kterou vypracovala americká NASA. Dalšími observatořemi jsou Hubbleův vesmírný dalekohled (Hubble Space Telescope), rentgenový teleskop Chandra (Chandra X-ray Observatory) a Spitzerův vesmírný dalekohled (Spitzer Space Telescope). Další velký kosmický dalekohled nespadající do programu Velkých kosmických observatoří je Vesmírný dalekohled Jamese Webba (JWST), který má být vypuštěn 30. března 2021 a který bude určený pouze pro zkoumání vesmíru v infračervené oblasti spektra.
V roce 2000 NASA rozhodla o řízeném zániku observatoře v zemské atmosféře.

## Vědecké vybavení
CGRO byla vybavena sadou snímačů, které byly schopny zachytit šest dekád elektromagnetického spektra v rozmezí od 20 keV do 30 GeV. Za účelem zajištění co největšího pokrytí energetického gama spektra byla observatoř vybavena:
- Burst and Transient Source Experiment (BATSE) řízený Marshall Space Flight Center, který pátral po krátkých gama záblescích (200 až 600 keV) a v jehož rámci byla dále provedena série pozorování stálých zdrojů gamazáření. Snímání zajišťovalo osm detektorů, které byly rozmístěny po dvou v každém rohu.
- Oriented Scintillation Spectrometer Experiment (OSSE) řízený United States Naval Research Laboratory, jehož úkolem byla detekce gamazáření vstupujícího do kteréhokoliv ze čtyř samostatně nasměrovatelných detektorů (0,05 až 10 MeV); tyto čtyři detektory byly též rozmístěny po dvou. Během zachycení gamazáblesku mohl jeden detektor sledovat přímo zdroj zatímco druhý z páru mohl měřit údaje z okolí a pozadí objektu. Detektory si své role mohly mezi sebou i přepínat, aby tak mohlo být zajištěno co možná nejpřesnější měření.
- Imaging Compton Telescope (Comptonův snímkovací dalekohled) (COMPTEL) dodaný Institutem Maxe Plancka, University of New Hampshire, Netherlands Institute for Space Research a ESA (oddělení astrofyziky). Nastaven byl na rozmezí 0,75 až 30 MeV a rozsah jeho zorného pole činil jeden steradián.
- Energetic Gamma Ray Experiment Telescope (EGRET) měřil vysokoenergetické zdroje v rozmezí 20 až 30 GeV. EGRET byl vyvinut ve spolupráci (NASA) Goddardova centra vesmírných letů, Institutu Maxe Plancka a Stanfordovy univerzity.

## Výsledky
- Zařízení EGRET provedlo první průzkum nebe za hranicí 100 MeV. Během čtyř let fungování objevil 271 zdrojů gamazáblesků z nichž 170 bylo doposud neznámých.
- Zařízení COMPTEL sestavil kompletní nebeskou mapu 26Al (radioaktivní izotop hliníku).
- Zařízení OSSE provedlo rozsáhlý průzkum centra galaxie a objevil v něm potenciální „mrak“ antihmoty.
- BATSE zachytil v průměru jeden gamazáblesk denně a celkem provedl asi 2700 detekcí.
- Byly objeveny čtyři SGR; tyto zdroje byly relativně slabé, většinou pod 100 keV a vykazovaly nepravidelnou periodu aktivity.

### Gamazáblesk GRB 990123
Gamazáblesk GRB 990123 zachycený 13. ledna 1999 byl jedním z nejsilnějších, které byly toho času zachyceny a prvním zábleskem, u kterého bylo zachyceno optické doznívání (zpětný šokový záblesk). Tato událost umožnila astronomům změřit hodnotu červeného posuvu na 1,6 a jeho vzdálenost byla určena na 4,5 Gpc. Pomocí kombinace naměřených hodnot energie záblesku a vzdálenosti zdroje bylo odhadnuto, že se jednalo o explozi s energií o hodnotě srovnatelné s dvěma hmotnostmi Slunce.

## Stažení z orbity
Po selhání jednoho z palubních gyroskopů musela být observatoř záměrně stažena z orbity. Toho času byla observatoř sice funkční, ovšem v případě selhání dalšího gyroskopu by stažení z orbity bylo mnohem obtížnější. NASA tedy rozhodla, že záměrné stažení je v zájmu bezpečnosti a rozhodla, aby observatoř postupně sestoupila do atmosféry. Stalo se tak 4. června 2000 a její zbytky spadly do Tichého oceánu.